# Prosopis ruscifolia
Prosopis ruscifolia,   vinal, viñal, visnal, es una especie del género Prosopis: importantísima árbol maleza leguminosa con espinas, de regiones subtropicales del Gran Chaco en Bolivia, Chaco Boreal Paraguayo y centro norte de Argentina. Prospera en suelo arenoso y árido y resiste sequía, desarrollando un sistema radicular extremadamente profundo. 

## Descripción
Árbol mediano de 4–17 m de alto, tronco de 6–9 dm de diámetro, latifoliado,  fuertemente espinoso. Ramas arqueadas hacia abajo, flexuosas, corteza verde grisácea, espinas uninodales, solitarias, estrechas, fuertes, cilíndricas de hasta 2 dm de largo. 
Entrenudos de 1–35 cm de largo, de 0,6–1,5 cm de diámetro. Hojas uniyugas, laxas, pecíolo 1–7,5 cm de largo; pinnas de 4–12 cm de largo,  2–5 pares de foliólulos, opuestos, largos,  lanceolados, más o menos terminados en ángulo, coriáceos, palmati-pinatinervados, 4–10 cm de largo, por 0,7–2,5 cm de ancho, no rojizos cuando están secos. 
Flores en racimos de 8–15 cm de largo,  raquis y pedicelos pubescentes o glabros, verdes a amarillentas, pequeñas, cáliz 1–1,5 mm pubescente, pétalos de 3–5 mm de largo, glabros. Estambres de 5–7 mm de largo.  Fruto legumbre, con mediana concentración de azúcar;  compresa, submoniliforme, estipitada y acuminada, subfalcada, estrecha de 12–29 cm de largo por 0,9–1,2 cm de ancho,  márgenes ondulados, fuertemente coloreados de violeta; Burkart (1976).
Madera es castaña rosada, dura, densa (0,8 g/cm³ ) y durable, resistente, con un veteado interesante. Textura tosca, con el grano ondulado enclavado. La albura es de color amarillo encendido, el duramen va del castaño amarillo al castaño rojizo, con rayas oscuras y se oscurece con la exposición al aire.

## Nombres comunes
- “Vinal”, “visnal”, "viñal",  “algarrobo blanco”, “ibope - moroti”, “olkha”, “pao de espinho”, “quilín”, “yuncumarim”.

## Usos
La madera se utiliza para postes. Las flores son utilizadas por las abejas. Los frutos hervidos son comestibles. También sirven para la preparación de harina y panes y fermentados para chicha. Conocido el rápido crecimiento y la superficie cubierta, constituye una excelente alternativa para cubrir necesidades energéticas (1 ha de P. ruscifolia rinde 100 a 150 t de leña y madera). La infusión de sus hojas se usa para curas oftálmicas. 
La harina de semillas de vinal ha sido aprobada para consumo humano (febrero de 2018), e incorporada al Código Alimentario Argentino (e. 07/02/2018 N.º 6619/18 v. 07/02/2018). La harina de semillas de vinal posee un alto contenido de proteínas (34%), lípidos (6%) con alto contenido de ácidos grasos insaturados (principalmente linoleico), alto contenido de hierro y zinc (Freyre, 2003) y un 54 % de hidratos de carbono.  
La mayoría de estos hidratos de carbono están compuestos por la goma de vinal. Esta goma se extrae del endospermo de las semillas de vinal (Prosopis ruscifolia) y es un polisacárido de composición galactomanano, con un peso molecular de 1400 kDa y una relación manosa/galactosa de 1.6 (Busch y col., 2015). La goma de vinal posee buenas características fisicoquímicas para ser utilizada como agente espesante, estabilizante y encapsulante (Busch y col., 2017). 
La madera de vinal tiene textura tosca, con el grano ondulado enclavado. La albura es de color amarillo encendido, el duramen va del castaño amarillo al castaño rojizo, con rayas oscuras y se oscurece con la exposición al aire.

## Silvicultura
Es un árbol de rápido crecimiento, no es longevo y rebrota bien de la cepa al ser cortado y quemado. Es el árbol colonizador por excelencia de los ambientes inestables originados por la acción fluvial. Puede vivir en ambientes sometidos a inundaciones. 
La Facultad de Agronomía de la UBA, redujo la densidad arbórea y recuperó los pastizales conviviendo exitosamente con la plaga  Archivado el 29 de septiembre de 2007 en Wayback Machine.

## Ecología
Especie endémica de la región chaqueña, ocupa bordes de pantanos, y forma arbustales que rodean depresiones de suelos salinos, y en suelos descabezados por erosión, en bosques incendiados o participando como integrante de bosques bajos. Su óptimo se encuentra entre los límites del pantano y el comienzo de la tierra firme no inundable. Es de formar matorrales, cuyos factores determinantes son los suelos formados por capas aportadas por derrames fluviales en manto, y drenaje impedido, salinidad con bajo contenido de materia orgánica, textura limo arcillosa por lo menos en profundidad. No participa nunca del bosque normal alto.
Es un árbol colonizador por excelencia, de ambientes inestables originados por la acción fluvial. Puede vivir en ambientes sometidos a inundaciones.
Lo dispersan los animales silvestres y el ganado, también por el agua.
Es de rápido crecimiento, no es longevo y rebrota bien de la cepa al ser cortado o quemado. Prefiere en general suelos finos y no prospera en arenosos. Instalado un vinalar de P. ruscifolia, el suelo no queda protegido de la erosión laminar. Ello se debe a que la sombra que proyecta elimina el estrato inferior, quedando el suelo desnudo; Roig (1993).

### Fenología austral del vinal
- Época de floración: septiembre a noviembre
- Época de fructificación: noviembre a febrero

### Renovales de vinales

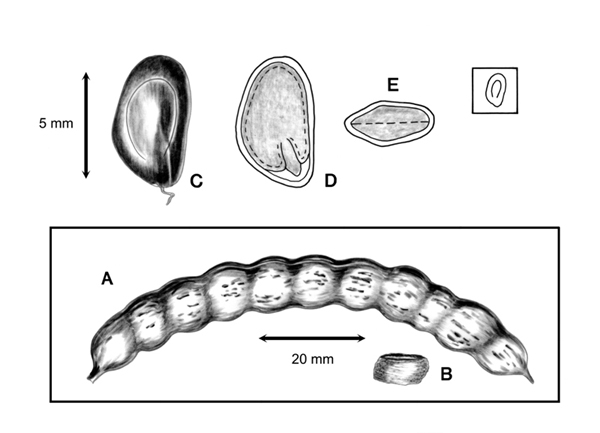
Disemínulas de Prosopis ruscifolia

Tiene una capacidad enorme de configurar rápidamente montes compactos por renovales clonales y sexuales. Tiene un papel de planta colonizadora en áreas extensas que incluye a los rosados y llanuras. Puede formar masas puras, con densidades de más de 2.000 plantas/ha. Es una especie sumamente agresiva y pionera y es reconocida como  como "Plaga Nacional" por la legislación argentina, desde 1941. El ganado esparce las semillas a largas distancias. También se difunden las semillas por las inundaciones. Es interesante en la ecología de esta sp. la hormiga que vive por las espinas.

## Leyenda guaraní
En su vecindad, sólo crece el cardón y el cardoncillo. Otras spp. mueren al poco tiempo de nacer. La razón la da la siguiente leyenda guaraní:
con sus padres vivía un gurí de corta edad de sentimientos perversos y en cuyo corazón no había puesto Tupá virtud alguna. La tribu entera le tenía terror, pues jamás habían visto nada semejante. Consultados los payés (hechiceros), afirmaron que Añá (el espíritu del mal), se había instalado en él y que para curarlo había que expulsar a aquél. Cuando se prestaban a ello, el pequeño se apartó unos pasos y les disparó varias saetas hiriéndolos mortalmente, hecho lo cual huyó hacia los montes vecinos. Perseguido, mas no pudo dársele alcance porque cruzaba sin ningún inconveniente regiones inmensas cubiertas con cardones y matas espinosas, mientras sus perseguidores despedazaban sus carnes en ellos y debían retroceder. Así desapareció y un buen día, deshecho por el cansancio y el hambre, pereció. Añá, que le protegía, lo transformó en un árbol y le dio espinas y virtudes tales, que en su proximidad todas las plantas perecen, salvo el cardón y el cardoncillo, que le protegieron en su huida.